# Les Ribes Blaves
L'aflorament geològic de les Ribes Blaves són roques de falla (farina de falla), d'una falla del neogen, sobre les que s'ha desenvolupat un petit badland per defecte de l'aixaragallament. Es localitza en un tram de la carretera B-120 entre Olesa de Montserrat i Viladecavalls. És ubicat dins del terme municipal d'Olesa de Montserrat i és lloc de destí de molts geòlegs per la seva singularitat. És un aflorament pissarrós amb una tonalitat turquesa a causa de les fortes pressions i temperatures que va assolir durant la seva formació. És reconegut a nivell internacional per la seva excepcionalitat i és un dels punts geològics més importants de Catalunya, ja que s'hi explica una etapa de la formació del relleu del país. Està catalogat a l'inventari d'espais d'interès geològic a Catalunya.
Antigament fou un abocador incontrolat, fins que als anys noranta del segle XX fou clausurat gràcies a una acció conjunta entre el Centre Muntanyenc i de Recerques Olesà i la Universitat de Barcelona. En aquells anys també s'hi construí una urbanització a les proximitats, que va requerir la construcció d'una carretera al damunt d'aquest aflorament tan important. La suma d'aquests dos fets va comportar un progressiu deteriorament de l'aflorament. L'any 2015 una esllavissada va malmetre la carretera, no va ser fins a l'any 2019 que la Diputació de Barcelona i l'ajuntament d'Olesa de Montserrat van enllestir un nou traçat allunyat de l'aflorament i van construir un aparcament i un vial-mirador per a vianants.
Un aflorament del mateix ordre el trobem a les Roques Blaves d'Esparreguera, a la vora de la Colònia Sedó.